# Dragan Andrejević
Dragan Andrejević (serbisch-kyrillisch Драган Андрејевић;* 21. April 1974) ist ein serbischer Basketballtrainer.
Andrejević war viele Jahre in Belgrad als Basketballtrainer im Erwachsenen- und Jugendbereich tätig. 2012 wechselte er nach Deutschland zum BBC bzw. Medi Bayreuth. Im Jahr 2015 folgte eine Wechsel zur Basketballabteilung des FC Bayern München, dort war er im Jugend- und Amateurbereich beschäftigt.
2017 wechselte er in die Schweiz und wurde dort zum Trainer des Clubs Vevey Riviera Basket. Zur Saison 2019/20 wechselte er zu den Starwings Basket Regio Basel. Für den Verein arbeitete Andrejević bis 2022.
Mitte März 2023 übernahm er das Traineramt bei den Lions de Genève.